# Franz von Bodmann
Franz Hermann Johann Maria Freiherr von Bodmann (ur. 23 marca 1908 w Monachium, zm. 25 maja 1945 w Altenmarkt im Pongau) – zbrodniarz hitlerowski, jeden z lekarzy SS pełniących służbę w obozach koncentracyjnych i SS-Hauptsturmführer.

## Życiorys
Bodmann był doktorem medycyny. W latach 1920–1930 należał do paramilitarnej organizacji Stahlhelm, a następnie – do 1934 – był członkiem Oddziałów Szturmowych NSDAP (SA), a następnie wstąpił do 79 pułku SS. W organizacji tej posiadał numer ewidencyjny 267787. Członek NSDAP od 1 maja 1932 (nr legitymacji partyjnej 1098482). Od 7 lutego do 18 września 1939 służył w Oddziałach Dyspozycyjnych SS (SS-Verfügungstruppen), po czym został przeniesiony do rezerwy. W dniu 26 stycznia 1942 został ponownie wcielony do czynnej służby w SS i przydzielony do obozu w Neuengamme. W kwietniu 1942 został stamtąd przeniesiony do Auschwitz-Birkenau, gdzie – od połowy maja 1942 – powierzono mu obowiązki naczelnego lekarza garnizonu (SS-Standortarzt), a w sierpniu 1942 odszedł na takie samo stanowisko do obozu na Majdanku w Lublinie. Między 10 kwietnia a 15 września 1943 był naczelnym lekarzem obozowym w Natzweiler-Struthof, a do września 1944 piastował takie samo stanowisko w Vaivara w Estonii.
Z obozu tego przeniesiono go do Głównego Urzędu SS – Etniczno-Niemieckiej Placówki Pośrednictwa (SS-Hauptamt Volksdeutsche Mittelstelle, tzw. VoMi). Od 15 grudnia 1944 walczył w składzie 5 Dywizji Pancernej SS „Wiking”. Odznaczony m.in. Wojennym Krzyżem Zasługi II Klasy z Mieczami (Kriegsverdienstkreuz II Klasse mit Schwertern). Bodmann był lekarzem SS, który dopuścił się wielu zbrodni w niemieckich obozach koncentracyjnych, dokonując m.in. licznych selekcji niezdolnych do pracy więźniów do komór gazowych lub przeznaczając ich do egzekucji przez rozstrzelanie. W dniu 25 maja 1945 popełnił samobójstwo.